# Cantón Santo Domingo (Ecuador)
El cantón Santo Domingo es una entidad subnacional ecuatoriana, de la Provincia de Santo Domingo de los Tsáchilas. Se ubica en la Región Litoral del Ecuador, también conocida como Región Costa. Esto pese a ser llanura bajo las faldas de los Andes. Su cabecera cantonal es la ciudad de Santo Domingo, lugar donde se agrupa gran parte de su población total.

## Geografía
Situado en los flancos externos de la cordillera occidental de los Andes, limita al norte y al este con Pichincha, al noroeste con La Concordia, al oeste con Manabí, al sur con Los Ríos y al sureste con Cotopaxi. Zona noroccidental del Ecuador, es una de la zonas con la mayor pluviosidad del país. Tiene una gran riqueza hidrológica, existen cinco cuencas y micro cuencas importantes: al este y noreste, el curso medio y bajo del Toachi, perteneciente a la cuenca del río Blanco; al sur, la subcuenca del Borbón, que pertenece a la gran cuenca del río Guayas y empata con el Babis (Niño Torres); al suroeste, la subcuenca del río Peripa; al noreste, la subcuenca del Quinindé, que al igual que la subcuenca del Blanco, al noroeste, pertenecen a la cuenca del río Esmeraldas.

## Gobierno y política
Territorialmente, la ciudad de Santo Domingo está organizada en siete parroquias urbanas, mientras que existen siete parroquias rurales con las que complementa el aérea total del Cantón Santo Domingo.
La ciudad y el cantón Santo Domingo, al igual que las demás localidades ecuatorianas, se rige por una municipalidad, según lo previsto en la Constitución de la República. El Gobierno Autónomo Descentralizado Municipal de Santo Domingo, es una entidad de gobierno seccional que administra el cantón de forma autónoma al gobierno central. La municipalidad está organizada por la separación de poderes de carácter ejecutivo representado por el alcalde, y otro de carácter legislativo conformado por los miembros del concejo cantonal.
La ciudad de Santo Domingo es la capital de la provincia de Santo Domingo de los Tsáchilas, por lo cual es sede de la Gobernación y de la Prefectura de la provincia. La Gobernación está dirigida por un ciudadano con título de Gobernador de Santo Domingo de los Tsáchilas y es elegido por designación del Presidente de la República como representante del poder ejecutivo del estado. La Prefectura, algunas veces denominada como Gobierno Provincial, está dirigida por un ciudadano con título de Prefecto Provincial de Santo Domingo de los Tsáchilas y es elegido por sufragio directo en fórmula única junto al candidato viceprefecto. Las funciones del Gobernador son en su mayoría de carácter representativo del Presidente de la República, mientras que las funciones del Prefecto están orientadas al mantenimiento y creación de infraestructura vial, turística, entre otras.
La Municipalidad de Santo Domingo se rige principalmente sobre la base de lo estipulado en los artículos 253 y 264 de la Constitución Política de la República y en la Ley de Régimen Municipal en sus artículos 1 y 16, que establece la autonomía funcional, económica y administrativa de la entidad.

### Alcaldía
El poder ejecutivo de la ciudad es desempeñado por un ciudadano con título de Alcalde del Cantón Santo Domingo, el cual es elegido por sufragio directo en una sola vuelta electoral sin fórmulas o binomios en las elecciones municipales. El vicealcalde no es elegido de la misma manera, ya que una vez instalado el Concejo Cantonal se elegirá entre los ediles a un encargado para aquel puesto. El alcalde y el vicealcalde duran cinco años en sus funciones y en el caso del alcalde tiene la opción de una reelección inmediata o sucesiva. El alcalde es el máximo representante de la municipalidad y tiene voto dirimente en el concejo cantonal, mientras que el vicealcalde realiza las funciones del alcalde de modo suplente cuando no pueda ejercer sus funciones el alcalde titular.
El alcalde cuenta con su propio gabinete de administración municipal mediante múltiples direcciones de nivel de asesoría, de apoyo y operativo. Los encargados de aquellas direcciones municipales son designados por el propio alcalde. Actualmente el Alcalde de Santo Domingo es Wilson Erazo Argoti, elegido para el periodo 2019 - 2023.

### Concejo cantonal
El poder legislativo de la ciudad es ejercido por el Concejo Cantonal de Santo Domingo el cual es un pequeño parlamento unicameral que se constituye al igual que en los demás cantones mediante la disposición del artículo 253 de la Constitución Política Nacional. De acuerdo a lo establecido en la ley, la cantidad de miembros del concejo representa proporcionalmente a la población del cantón.
Santo Domingo tiene 13 concejales, los cuales son elegidos mediante sufragio (Sistema D'Hondt), duran en sus funciones cuatro años y pueden ser reelegidos indefinidamente. De los trece ediles, 11 representan a la población urbana mientras que dos representan a las siete parroquias rurales. El alcalde y el vicealcalde presiden el concejo en sus sesiones. Al recién instalarse el concejo cantonal por primera vez los miembros eligen de entre ellos un designado para el cargo de vicealcalde de la ciudad.

### Organización territorial

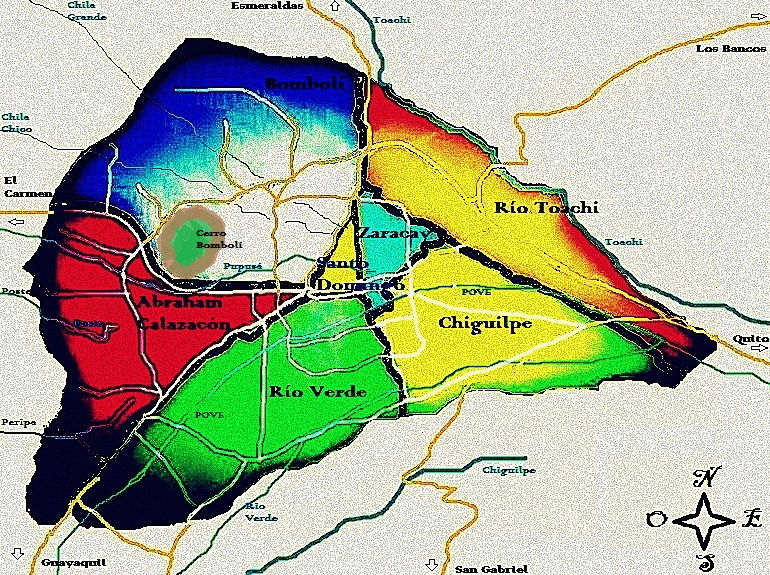
Parroquias urbanas de Santo Domingo.

El cantón se divide en parroquias que pueden ser urbanas o rurales y son representadas por las Juntas Parroquiales ante el Municipio de Santo Domingo.
- Parroquias Urbanas: Santo Domingo, Chiguilpe, Río Verde, Bombolí, Zaracay, Abraham Calazacón y Río Toachi.

- Parroquias Rurales:

| # | Parroquia              | Cabecera parroquial    | Pob. (2022) | Fundación  |
| - | ---------------------- | ---------------------- | ----------- | ---------- |
| 1 | Alluriquín             | Alluriquín             | 8. 607      | 1970/29/01 |
| 2 | El Esfuerzo            | El Esfuerzo            | 5. 973      | 2003/06/01 |
| 3 | Luz de América         | Luz de América         | 11. 504     | 1993/02/12 |
| 4 | Puerto Limón           | Puerto Limón           | 11. 630     | 1984/06/09 |
| 5 | San Jacinto del Búa    | San Jacinto del Búa    | 13. 624     | 1998/09/12 |
| 6 | Santa María del Toachi | Santa María del Toachi | 7. 059      | 2003/28/01 |
| 7 | Valle Hermoso          | Valle Hermoso          | 9. 865      | 2000/01/08 |